# Филинский сельсовет (Нижегородская область)
Филинский сельсове́т — сельское поселение в Вачском районе Нижегородской области. Административный центр — село Филинское.

## История
Статус и границы сельского поселения установлены Законом Нижегородской области от 15 июня 2004 года № 60-З «О наделении муниципальных образований - городов, рабочих посёлков и сельсоветов Нижегородской области статусом городского, сельского поселения».
Законом Нижегородской области от 28 августа 2009 года № 142-З сельские поселения Давыдовский сельсовет, Клинский сельсовет и Филинский сельсовет объединены в сельское поселение Филинский сельсовет.

## Население
| 2002  | 2010  | 2012  | 2013  | 2014  | 2015  | 2016  |
| ----- | ----- | ----- | ----- | ----- | ----- | ----- |
| 4009  | ↘3270 | ↘3168 | ↘3127 | ↘3105 | ↘3022 | ↘2931 |
| 2017  | 2018  | 2019  | 2020  | 2021  |       |       |
| ↘2848 | ↘2805 | ↘2746 | ↘2696 | ↗2736 |       |       |

## Состав сельского поселения
| №  | Населённый пункт | Тип населённого пункта       | Население |
| -- | ---------------- | ---------------------------- | --------- |
| 1  | Александрово     | село                         | ↗5        |
| 2  | Базарово         | деревня                      | ↘28       |
| 3  | Берёзовка        | село                         | ↘175      |
| 4  | Болотниково      | деревня                      | ↘86       |
| 5  | Голянищево       | деревня                      | ↘53       |
| 6  | Давыдово         | село                         | ↘205      |
| 7  | Клин             | село                         | ↘466      |
| 8  | Кошелёво         | село                         | ↗32       |
| 9  | Пальцино         | деревня                      | ↘2        |
| 10 | Пертово          | деревня                      | ↘42       |
| 11 | Сколково         | деревня                      | ↘38       |
| 12 | Филинское        | село, административный центр | ↘1933     |
| 13 | Фофаново         | деревня                      | ↗19       |
| 14 | Чеванино         | деревня                      | ↘27       |
| 15 | Черновское       | деревня                      | ↘91       |
| 16 | Шишкино          | деревня                      | ↘31       |
| 17 | Юсупово          | деревня                      | ↘37       |